# Heather McKay
Heather McKay, MBE, AO (* 31. Juli 1941 in Queanbeyan, New South Wales als Heather Pamela Blundell) ist eine ehemalige australische Squashspielerin, die allgemein als größte Spielerin aller Zeiten angesehen wird. Sie war in den 1960ern und 1970er Jahren über 19 Jahre ungeschlagen und beendete kurz nach dem Gewinn der ersten offiziellen Weltmeisterschaft der Frauen 1979 ihre Karriere.

## Karriere
1962 gewann Heather McKay das wichtigste Squashturnier der damaligen Zeit, die British Open, zum ersten Mal und verteidigte den Titel 15 Mal. 1968 siegte sie im Finale sogar ohne Punktverlust. 1976 gewann sie die inoffizielle Women’s World Squash Championship, was in manchen Erfolgslisten bereits als Weltmeisterschaft geführt wird. Erst 1979 gab es eine offizielle Damen-WM, die sie gegen die Engländerin Sue Cogswell 6:9, 9:3, 9:1, 9:4 gewann. Im selben Jahr gewann sie die US-amerikanischen Meisterschaften, bereits 1976 hatte sie den Titel bei den kanadischen Meisterschaften gewonnen. Ab 1981 spielte McKay nur noch Seniorenturniere (Masters Level) im Squash. 1960 und 1962 verlor sie die beiden einzigen offiziellen Partien ihrer Laufbahn.

## Andere Sportarten
Sie gewann 1979 die American Amateur Racquetball Championship und in den Jahren 1980, 1981 und 1984 die American Professional Racquetball Championship. Zudem gewann sie 1980 und von 1982 bis 1985 die Canadian Racquetball Championship. Streckenweise war sie auch Mitglied der Nationalmannschaft im Hockey.

## Ehrungen
Heather McKay wurde 1969 Member of the Order of the British Empire (MBE) und 1979 Member of the Order of Australia (AM). Sie erhielt 2000 die Australian Sports Medal und wurde 1993 in die World Squash Hall of Fame aufgenommen. Sie ist zudem Mitglied der Squash Australia Hall of Fame und seit 1985 Mitglied der Sport Australia Hall of Fame. Am 21. Juli 2025 wurde ein Asteroid nach ihr benannt: (32201) Heathermckay.